# Олімбос
Олімбос, або Олімп (грец. Όλυμπος) — найвища (1952 м) вершина гірського хребту Троодос на острові Кіпр. Розташована в грецькій частині острова. Найвищу частину вершини займає британська військова база з радарами дальньої локації, тому вершина недоступна для відвідування.
З січня по березень на схилах Олімбосу працює невеликий лижний спуск з 4 підйомниками.
В античні часи на одному з уступів вершини був храм Афродіти, в який не пускали жінок.